# Ивода
Ивода — река в Бабаевском районе Вологодской области, в бассейне Шолы.
Длина реки 85 км, площадь водосборного бассейна 588 км².

## Описание
Протекает в заболоченных лесах на севере района. Вытекает из озера Нижнее Иводозеро на Вепсовской возвышенности (в озеро впадает ручей Урручей, истоки которого находятся в Вытегорском районе). Общее направление течения — юго-восточное. Впадает слева в реку Великая (протока от озера Левинское в Шольское).
Река очень извилиста, глубиной местами до 2 м. Питание в основном родниковое, вода в реке прохладная даже в жаркую погоду.
В реке водятся окунь, плотва, язь, щука, елец, налим, лещ, хариус.
Основные притоки: Надка (правый, дл. 23 км) и Пондолка (левый, дл. 12 км).
Населённые пункты
В среднем течении на реке расположена деревня Слобода (в устье Пондолки), чуть ниже неё — скопление деревень Никонова Гора, Киндаево, Берег, Туржино; в бассейне также расположены Кийно, Панкратово, Заболотье, Аксёново (все — сельское поселение Вепсское национальное).

## Интересные факты
Недалеко от деревни Слобода русло реки уходит под землю и течет под землей около километра, а затем вновь появляется.

## Данные водного реестра
По данным государственного водного реестра России относится к Верхневолжскому бассейновому округу, водохозяйственный участок — Шексна от истока (включая оз. Белое) до Череповецкого гидроузла, речной бассейн — (Верхняя) Волга до Куйбышевского водохранилища (без бассейна Оки), речной подбассейн — Реки бассейна Рыбинского водохранилища.
Код водного объекта — 08010200312110000009060.